# Jesper Mikkelsen
Jesper Mikkelsen (Hillerød, 26 juli 1980) is een Deens voetballer (verdediger) die sinds 2010 voor de Deense eersteklasser Silkeborg IF uitkomt. Voordien speelde hij onder meer voor FC Midtjylland en Troyes AC.